# 埃森修道院院長瑪蒂爾德
玛蒂尔德（德語：Mathilde，949—1011年11月5日），埃森修道院長。

## 生平
玛蒂尔德為士瓦本公爵魯道夫之女。於973年開始擔任埃森修道院院长。是埃森历史上最重要的修道院院长之一。她负责修道院的建築維護、管理文物與和手稿，以及委托翻译和监督教育。在1672年的埃森修道院长名单中，她被列为第二位名為玛蒂尔德的修道院院长，因此，她有时被称为“玛蒂尔德二世”，以区别于早期的一位同名的修道院院长，后者从907～910年管理埃森修道院，但其是否存在尚且有争议。
其弟為巴伐利亞公爵奥托一世，姊弟倆有奧托和瑪蒂爾德十字架傳世。